# TGA (informatyka)
TGA (znany także jako TARGA) – rastrowy format plików graficznych oryginalnie opracowany przez firmę Truevision (teraz Avid). Oryginalnie używany był w kartach graficznych TARGA oraz VISTA, które były pierwszymi procesorami graficznymi obsługującymi standardy high color/true color dla komputerów IBM PC i kompatybilnych.
Ta rodzina kart graficznych przeznaczona była do profesjonalnej obróbki obrazu oraz edycji wideo więc rozdzielczość plików TGA zwykle odpowiada rozdzielczości standardów NTSC oraz PAL
TARGA jest skrótem od (ang. Truevision Advanced Raster Graphics Adapter, a TGA rozwija się w (ang. Truevision Graphics Adapter, lecz obecnie najczęściej odnosi się do tego formatu jako „format TARGA”.
Pliki formatu TGA najczęściej posiadają rozszerzenie „.tga” dla systemów DOS/Windows oraz OS X. Format może przechowywać dane graficzne, używając 8, 16, 24 lub 32 bitów na piksel – które używane są na maksymalnie 24 bity dla RGB oraz opcjonalnie 8 bitów dla kanału alfa.
Nieskompresowane 24-bitowe obrazy TGA są względnie proste w porównaniu z innymi ważnymi formatami 24-bitowymi. 24-bitowy obraz TGA zawiera tylko 18-bajtowy nagłówek, po którym umieszczony jest opis obrazu w formie spakowanego RGB.

## Historia formatu
Format TGA został po raz pierwszy zdefiniowany przez AT&T EPICenter we współpracy z Island Graphics Inc w 1984 roku. EPICenter był oddziałem AT&T stworzonym w celu rozwijania technologii przeznaczonych dla urządzeń wykorzystujących bufor ramki. W 1987 roku dzięki wykupowi pracowników z tego oddziału powstała firma Truevision.
Pierwsze dwie karty stworzone przez EPICenter, VDA (ang. video display adapter) oraz ICB (ang. image capture board) używały pierwszej iteracji formatu TGA. Typ danych przechowywanych rozróżniany był na podstawie rozszerzenia pliku, odpowiednio „.vda” i „.icb”.
Alan Wlasuk (wtedy szef EPICenter), Brad Pillow (EPICenter) oraz Steven Dompier (prezydent Island Graphics Inc) wspólnie postanowili, że należy stworzyć bardziej skodyfikowany format. Nowy format został zaimplementowany przez Brada Pillow'a oraz Shawna Steiner'a (z EPICenter) i został rozwinięty na potrzeby bardziej ogólnego, niż na wewnętrzne potrzeby kart graficznych, użytku. Format używany do tej pory został bardzo prosto rozbudowany o informację o wysokości, szerokości, głębi barw, mapie kolorów oraz informacji o źródle pochodzenia obrazu. Pole opisu (pozwalające na tekst do 255 znaków) także zostało uwzględnione w specyfikacji ale było rzadko używane.
W tym samym czasie pojawił się bardziej zaawansowany technicznie format TIFF, ale jego użycie do przechowywania obrazów true color było bardzo ograniczone ponieważ implementacja formatu oraz udostępnianie plików pomiędzy aplikacjami obsługującymi TIFF była raczej trudna. Uproszczona natura TGA oraz bardzo łatwe przenoszenie pomiędzy różnymi platformami były głównymi powodami bardzo szybkiego przyjęcia się formatu, który popularny jest do dziś.
Obecna specyfikacja (w wersji 2.0) obejmuje kilka ulepszeń takich jak: miniatury, obsługa kanału alpha, regulacja wartości gamma oraz metadane. Została stworzona przez Shawna Steiner'a pracującego dla Truevision Inc. pod dyrekcją Kevina Friendly'ego oraz Davida Spoelstra w 1989.

## Gry komputerowe wykorzystujące format TGA
Wiele gier tworzy zrzuty ekranu w formacie TGA. Oto lista gier, które go używają wraz z opisem do jakich celów.
| Tytuł gry                                                           | Cel użycia |
| ------------------------------------------------------------------- | --- |
| Age of Conan                                                        | Tekstury |
| Battlefield 1942                                                    | Zrzuty ekranu |
| Blitzkrieg                                                          | Tekstury |
| Call of Duty 4                                                      | Zrzuty ekranu |
| Civilization: Call to Power                                         | Ogólny użytek |
| Colobot                                                             | Wszystkie obrazy i tekstury |
| Command & Conquer: Generals wraz z dodatkiem Zero Hour              | Obrazy przycisków, tekstury oraz podgląd map |
| Command & Conquer 3: Wojny o Tyberium wraz z dodatkiem Kane's Wrath | Obrazy przycisków, tekstury oraz podgląd map |
| Command & Conquer: Renegade                                         | Tekstury |
| Counter-Strike: Source                                              | Spraye używane przez graczy mogą zostać dostarczone w formacie TGA |
| Crash Time                                                          | Wszystkie obrazy i tekstury |
| Cycling Manager 1, 2, 3, i 4                                        | Tekstury |
| Warhammer 40,000: Dawn of War                                       | Odznaki jednostek i sztandary graczy |
| Day of Defeat: Source                                               | Zrzuty ekranu |
| Doom 3                                                              | Zrzuty ekranu, tekstury, GUI. |
| The Elder Scrolls III: Morrowind                                    | Ikony, interfejs użytkownika i większość tekstur |
| The Elder Scrolls IV: Oblivion                                      | Niektóre tekstury (w większości zastąpione przez format DDS) |
| Enemy Territory: Quake Wars                                         | Zrzuty ekranu |
| Europa Universalis III                                              | Tekstury |
| F/A-18 Hornet Operation Iraqi Freedom                               | Tekstury |
| Giants: Citizen Kabuto                                              | Tekstury |
| Glest                                                               | Tekstury |
| Seria Gothic                                                        | Tekstury |
| Half-Life                                                           | Zrzuty ekranu oraz obrazy używane przez skybox |
| Half-Life 2                                                         | Zrzuty ekranu oraz obrazy używane przez skybox |
| Homeworld 2                                                         | Ikony statków, grafiki interfejsu, tekstury efektów |
| Klondike solitaire (gra dla iPod classic)                           | Umożliwia ładowanie własnych obrazów o wymiarach 39x54 używanych jako drugie strony kart do gry |
| Line Rider 2: Unbound                                               | Obrazy clip art |
| League of Legends                                                   | Interfejs użytkownika |
| The Lord of the Rings Online                                        | Dostosowywanie interfejsu użytkownika |
| Max Payne                                                           | Zrzuty ekranu |
| Medal of Honor: Allied Assault                                      | Zrzuty ekranu |
| Medieval II: Total War                                              | Większość map |
| Messiah                                                             | Zrzuty ekranu oraz tekstury ze specyficznymi rozszerzeniami (.001, .002, .003 itd.) |
| Midtown Madness 2                                                   | Tekstury |
| Need for Speed: Most Wanted                                         | Zrzuty ekranu |
| Neverwinter Nights                                                  | Zrzuty ekranu oraz tekstury |
| Pro Cycling Manager 2005, 2006, 2007 and 2008                       | Tekstury |
| Quake III: Arena                                                    | Zrzuty ekranu oraz przezroczyste tekstury |
| Quake III Team Arena                                                | Zrzuty ekranu oraz przezroczyste tekstury |
| Quake 4                                                             | Zrzuty ekranu |
| Racer (simulator)                                                   | Tekstury |
| Rainbow Six                                                         | Obrazy naszywek na ramię |
| Rise of Nations                                                     | Budynki, jednostki bojowe oraz krajobrazy |
| Runescape Classic                                                   | Logo JaGeX ukazujące się podczas ładowania |
| Second Life                                                         | Import własnych tekstur |
| Gry sieciowe oparte na silniku Source                               | TGA jest jednym z formatów, w których można ładować własne graffiti używane przez graczy |
| Skyrim                                                              | Tekstury modeli 3D |
| Star Trek: Armada                                                   | Tekstury |
| Star Trek: Armada II                                                | Tekstury |
| Star Wars Galaxies                                                  | Zrzuty ekranu (również w formatach JPEG oraz BMP) |
| Star Wars Jedi Knight: Jedi Academy                                 | Zrzuty ekranu (również w formacie PNG) |
| Star Wars Jedi Knight II: Jedi Outcast                              | Zrzuty ekranu (również w formacie PNG) |
| Star Wars: Knights of the Old Republic                              | Zrzuty ekranu, ładowanie własnych tekstur |
| Star Wars: Knights of the Old Republic II – The Sith Lords          | Zrzuty ekranu, ładowanie własnych tekstur (również w formacie DDS) |
| Sumotori Dreams                                                     | Modding |
| Take On Mars                                                        | Tekstury |
| Team Fortress 2                                                     | Zrzuty ekranu, spraye używane przez graczy |
| Toribash                                                            | Tekstury |
| Seria Trainz                                                        | Zrzuty ekranu i tekstury |
| Tremulous                                                           | Tekstury, zrzuty ekranu (również w formacie JPEG) |
| Unreal Tournament 2004                                              | Zrzuty ekranu |
| Vampire: The Masquerade – Bloodlines                                | Zrzuty ekranu |
| Warcraft III: Reign of Chaos                                        | Zrzuty ekranu, podgląd map, ekrany ładowania |
| Warhammer 40,000: Dawn of War – Soulstorm                           | Odznaki jednostek oraz sztandary graczy |
| World in Conflict                                                   | Zrzuty ekranu |
| World of Warcraft                                                   | Zrzuty ekranu (Od wersji 2.2 JPEG jest domyślnym formatem dla Windows a, PNG dla systemów Macintosh) TGA jest także dostępne lecz wymaga modyfikacji plików konfiguracyjnych), ładowanie własnych tekstur |
| X3: Reunion                                                         | Zrzuty ekranu |
| War Thunder                                                         | Zrzuty ekranu (możliwość zmiany na JPEG) |